# Beranuy
Beranuy (oficialmente Veracruz hasta el año 2011, Beranui en catalán ribagorzano) es una localidad y municipio español dentro de la Ribagorza, en la provincia de Huesca, Aragón. Según el INE del año 2023 la localidad por sí misma tiene 16 habitantes.
El municipio se creó en 1966 con la unión de los de Beranuy y Calvera, en un proceso estatal de concentración municipal, con el nombre de Veracruz. Desde el año 2011 la denominación oficial del municipio es Beranuy.

## Geografía

### Núcleos de población del municipio
- Ballabriga
- Beranuy (capital del municipio)
- Biascas de Obarra
- Calvera
- Castrocit
- Las Herrerías de Calvera
- Morens
- Pardinella
- Raluy

## Toponimia
Aparece citado en la documentación histórica a partir de 1052 como Baranui, Beranue, Bellanui, Ueranue, Ueranui y Veranui.

## Historia
Este municipio se formó en los años 1960 por la unión de los antiguos de Beranuy y Calvera.

## Demografía
| Gráfica de evolución demográfica de Beranuy entre 1842 y 1960 |
| |
| Población de derecho según los censos de población del INE Población de hecho según los censos de población del INEEn este censo se denominaba Beramuy: 1842 Entre el censo de 1857 y el anterior, crece el término del municipio porque incorpora a 225036 (Ballabriga), 225056 (Biescas de Obarra), 225192 (Pardinilla) y 225208 (Ralui) Entre el censo de 1970 y el anterior, este municipio desaparece porque se integra en el municipio 22246 (Veracruz) |

Beranuy cuenta con una población de 69 habitantes (INE 2024).
| Gráfica de evolución demográfica de Beranuy entre 1970 y 2021 |
| |
| Población de derecho según los censos de población del INE Población de hecho según los censos de población del INEEntre el censo de 1970 y el anterior, aparece este municipio porque se fusionan los municipios Beranúy y Calvera |

## Patrimonio
- Iglesia parroquial del siglo XII y reformada en el siglo XVI.[12]
- Monasterio de Obarra, perteneciente a Calvera.
- Ermita de la Virgen de Sis, del siglo XII.[12]

## Administración y política
| Período   | Alcalde              | Partido |  |
| --------- | -------------------- | ------- |  |
| 1979-1983 | Benjamín Girón Garuz | UCD     |  |
| 1983-1987 |                      |         |  |
| 1987-1991 |                      |         |  |
| 1991-1995 |                      |         |  |
| 1995-1999 |                      |         |  |
| 1999-2003 |                      |         |  |
| 2003-2007 |                      |         |  |
| 2007-2011 | Ramón Solana Abadías | PSOE    |  |
| 2011-2015 | José Buil Palomera   | PSOE    |  |
| 2015-2019 | Jesús Guitart Ferraz | PP      |  |

| Partido político    | Partido político                                   | 2003   | 2007   | 2011   | 2015   |
| Partido político    | Partido político                                   | Ediles | Ediles | Ediles | Ediles |
|                     | Partido de los Socialistas de Aragón (PSOE-Aragón) | 4      | 4      | 4      | 1      |
|                     | Partido Popular de Aragón (PP)                     | 1      | 1      | 1      | 1      |
|                     | Partido Aragonés (PAR)                             | —      | —      | —      | 1      |
| Total de concejales | Total de concejales                                | 5      | 5      | 5      | 3      |

## Fiestas locales
- 20 de enero
- 15 de agosto - en honor a la Asunción de la Virgen con romería al monasterio de Santa María de Obarra.

## Rutas
Las siguientes rutas de senderismo pasan por la localidad:
- GR-18.1
- PR-HU 47 : inicia aquí su trayecto.